# B'z LIVE-GYM 2019 -Whole Lotta NEW LOVE-
『B'z LIVE-GYM 2019 -Whole Lotta NEW LOVE-』（ビーズ・ライブジム・ツーサウザンドナインティーン・ホール・ロッタ・ニュー・ラブ）は、日本の音楽ユニット・B'zの映像作品。DVDとBlu-ray Discで発売。

## 概要
2019年6月8日から9月10日まで開催されたライブツアー『B'z LIVE-GYM 2019 -Whole Lotta NEW LOVE-』より、7月31日のさいたまスーパーアリーナ公演の模様を完全収録。またボーナス映像として、7月30日に同会場で演奏された日替わり曲3曲と、ツアーダイジェストで編集された本作オリジナルの「兵、走る」も収録している。
バンドとして何か変わらなくてはというメンバーの意向によりサポートメンバーが一新された。
なお、7月6日に行われた本ライブツアーの大阪城ホール公演が、B'zとして通算1000回目のライブとなった。
付属のブックレットには「きみとなら」の歌詞が掲載されているが、それ以外の楽曲の歌詞は掲載されていない。

## 演奏

### メンバー
- 松本孝弘：ギター、プロデュース
- 稲葉浩志：ボーカル

### サポートメンバー
- ブライアン・ティッシー：ドラム
- Yukihide "YT" Takiyama：ギター
- モヒニ・デイ ：ベース
- サム・ポマンティ：キーボード

## 収録内容

### さいたまスーパーアリーナ公演
1. マイニューラブ
  - オープニングムービーの後に演奏されたオープニングナンバー。松本がイントロを演奏しながらステージ後方の回廊からせり出して登場する[11]。
2. MR. ARMOUR
3. WOLF
  - 恒例のMC「B'zのLIVE-GYMにようこそ！」に引き続いて演奏。
4. 俺よカルマを生きろ
  - 事前にステージ端や中央にマイクとスタンドがセットされており、サビを歌い終わる毎にマイクごとスタンドをステージから投げ捨てた。
5. トワニワカク
  - 右側の巨大スクリーンの前に松本が立ち、ギターソロのパートでスクリーンの映像を重ね合わせる演出が行われた。
  - サビの最後の稲葉のフレーズに合わせて、会場の女性客がステージ上の画面にランダムで映し出される演出が行われた。また、2番と3番のサビでは会場外で事前に撮影した来場者の映像をスクリーンに映した。
6. 今夜月の見える丘に
7. 有頂天
  - 左右の巨大スクリーンの前に稲葉が立ち、スクリーンの映像を重ね合わせる演出が行われた。
8. ultra soul
9. 恋鴉
  - 「アルバムの曲をいくつか」という稲葉のMCから演奏。イントロでは、松本のギターとユニゾンで松本がコーラスを行った。
10. ゴールデンルーキー
  - ステージ上方に巨大なミラーボールが登場し、光を反射させて会場全体が照らされた。
11. Rain & Dream
  - 原曲で存在した松本とジョー・ペリーのギターの掛け合いの箇所は、ライブでは松本とYTのギターの掛け合いで演奏された。
12. SICK
  - モヒニのベースソロに続いて演奏。
  - 稲葉はタンバリンを演奏し、曲の終盤ではタンバリンを上に投げてキャッチする[11]。
13. マジェスティック
  - 演奏前にメンバー紹介のMCが行われた。
14. 裸足の女神
  - 1番と2番は、スローテンポのアコースティックなアレンジで演奏し、間奏のギターソロから原曲に寄せたアレンジに戻る[11]。
15. きみとなら
  - 前曲から繋がる形で演奏。
  - 事前にテレビ朝日系土曜ナイトドラマ『べしゃり暮らし』の主題歌として発表されていた新曲[12]。音源化に先駆け映像化された。
  - DVDではここでDisc1が終了。
16. RED
  - 松本によるギターソロから演奏がスタートする。
  - イントロのパートで、左右の巨大スクリーンに赤色のフラッグが垂れ下がる映像が映るが、これは『B'z LIVE-GYM 2015 -EPIC NIGHT-』で演奏された際の演出の再現[注 2]。
17. イチブトゼンブ
  - サムのシンセサイザーソロに続いて演奏。
18. Still Alive
  - 前曲から繋がる形で演奏。
  - 歌い出しの歌詞の部分はカットされている。
  - ラストサビの途中で、銀テープが発射される。
  - アウトロの部分は、原曲とは異なるアレンジがされ、そのまま次曲に繋がる。
19. デウス
  - ブライアンのドラムソロに続いて演奏。
20. 兵、走る
  - 本編ラストナンバー。イントロでフラッグを持ったスタッフがステージを走りフラッグを端に設置し、また会場の天井からフラッグが垂れ下がる。
  - 歌詞の内容に合わせて、1番のサビのパートで桜を模した大量の紙吹雪が会場内を舞う。
21. juice
  - ここからアンコール。
22. さまよえる蒼い弾丸
  - ラストナンバー。
  - サムのピアノソロに続いて演奏。
  - 2番のAメロ前のギターソロは、モヒニのベースソロに変更されている。
  - アウトロは、稲葉のロングシャウトから、イントロのメロディーをスローテンポで演奏するアレンジに変更している。

演奏後、恒例のMC「お疲れー！」の後に「ひとりじゃないから -Theme Of LIVE-GYM-」が流れるが、曲の途中で止まりエンドロールへとつながる。エンドロールでは「マイニューラブ」をBGMに宇宙の映像を挟み込みライブツアー各会場のドキュメント風映像が流れる。
エンドロール後に、今回のライブツアーの千秋楽公演となった9月10日のマリンメッセ福岡での「ひとりじゃないから -Theme Of LIVE-GYM-」につながり、メンバーのMCが流れる。

### ボーナス映像
2019年7月30日のさいたまスーパーアリーナ公演での演奏を収録。
1. OCEAN
  - 「今夜月の見える丘に」と日替わりで披露されていた。
2. Da La Da Da
  - 「恋鴉」と日替わりで披露されていた。
3. 声明
  - 「RED」と日替わりで披露されていた。
  - 「Still Alive」と同様に、2年振りの演奏。
  - 1番を稲葉がスピーチマイクが置かれた演説台の前で演説をするように歌唱しているが、これは『B'z LIVE-GYM 2017-2018 “LIVE DINOSAUR”』で演奏された際の演出の再現。
4. 兵、走る -Tour Digest-
  - 「兵、走る」の演奏に乗せて、今回のライブツアーのダイジェスト映像を収録。
  - B'zの公式YouTubeチャンネルでは、本作リリース前の2月21日にこの映像を無料公開している。